# 佐兰·米尔科维奇
佐兰·米尔科维奇（1971年9月21日—），塞尔维亚男子足球运动员，场上位置是后卫。他曾代表南联盟参加1998年国际足联世界杯，结果队伍止步十六强赛。